# شفتالوباغ العليا (آق التين)
شفتالوباغ العلیا (بالفارسية: شفتالوباغ علیا) هي قرية تقع في إيران في غلستان. يقدر عدد سكانها بـ 1,798 نسمة .